# Kaufvertrag
Der Kaufvertrag ist die häufigste Form des Umsatzes von Gütern. Die Leistungspflichten bestehen darin, dass der Verkäufer dem Käufer die Rechtsinhaberschaft an einer Sache, einem Recht, einer Forderung oder sonstigen vermögenswerten Position verschafft. Im Gegenzug schuldet der Käufer dem Verkäufer die Gegenleistung in Form von Geld. Grundsätzlich ist der Kaufvertrag formfrei. Er kann schriftlich, mündlich oder durch konkludentes Handeln geschlossen werden.

## Geschichte des Kaufvertrags
Bis zum langsamen Aufkommen des Geldes herrschte der Tauschhandel vor. Bereits im frühen römischen Recht begann die Verdrängung des Warenaustauschs durch die emptio venditio, einem synallagmatischen Konsensualvertrag zwischen venditor (Verkäufer) und emptor (Käufer). Der Vertrag wurde formfrei aufgrund einer Vereinbarung über Ware und deren Preis (pretium verum (certum)) geschlossen. Zumindest mussten die Hauptleistungspflichten geklärt werden (essentialia negotii), gegebenenfalls wurden auch Nebenpflichten (pacta) geregelt (accidentalia negotii). Umstritten war dabei, ob der Tauschvertrag (permutatio) lediglich einen Unterfall des Kaufvertrages bildete. Vertreter der wertwahrenden frühklassischen Rechtsschule der Sabinianer bejahten dies, ihre reformatorischen Konkurrenten aus der prokulianischen Schule verneinten sie dagegen. Der hochklassische Jurist des 2. Jahrhunderts, Gaius, forderte in seinen Institutionen, dass der Kaufpreis „in klingendem Geld“ zu bestehen habe. Der bisherige Tauschwert wurde durch den objektiven Geldwert ersetzt. Im 3. Jahrhundert erst nahm Iulius Paulus an, dass der Kaufvertrag grundsätzlich ein formfreier (gegebenenfalls schriftlicher) Konsensualkontrakt sei, dies bezogen sowohl auf bewegliche Sachen wie Grundstücke. Er unterstellte, dass Kaufen und Verkaufen ihren Ursprung im Tauschen hatten, Tauschen aber aufgrund des Fehlens geeigneter Tauschwerte zur Einführung des Tauschgutes Geld geführt habe. Mit diesem Gedanken lehnt er sich an Aristoteles an, in dessen Nikomachischer Ethik er bereits zum Ausdruck kommt.
So galt im römischen Recht der Kaufvertrag als eine Übereinkunft, der zufolge der Verkäufer dem Käufer die Kaufsache gegen den Kaufpreis in der Weise übertrug, dass beide ihre Leistungen vorbehaltlos erhielten (ut habere liceat). Kein Wesensmerkmal des Kaufvertrages war hingegen die Übereignungspflicht, gleichwohl klar war, dass die Eigentumsübertragung an der Kaufsache das Wesen des Kaufs ausmachte. Der Eigentumsübergang kann deshalb nur als Bestandteil des Vertragsschlusses selbst interpretiert werden, am ehesten vergleichbar mit dem „Barkauf“ (sofortiger Austausch der Güter). Fielen die Leistungszeitpunkte auseinander, weil die Ware nicht sofort übergeben werden konnte, wurde sie im Innenverhältnis der Parteien trotzdem schon dem Eigentum des Käufers zugeordnet. Eine Verpflichtung zur Eigentumsverschaffung erübrigt sich in diesem Sinne. Das bedeutete aber auch, dass die Leistungsgefahr (periculum emptoris) käuferfeindlich geregelt war. Entschärft wurde sie durch die Verpflichtung des Verkäufers, die Kaufsache (garantiert) zu bewachen (custodia) oder bewachen zu lassen. Streng genommen konnte im synallagmatischen Kontext bei der Geldhingabe auch nicht von einer Gegenleistung gesprochen werden. Erst in der Spätantike änderten sich verschiedene Parameter. Justinian I. wandelte das Bewachungsrecht in eine Art der Verschuldenshaftung. 
Mit der Rezeption des römischen Rechts ließen – ausweislich der Zeugnisse Azos und Bartolus’ – die mittelalterlichen Juristen den Kaufvertrag nur noch in Gestalt von Gattungsgeschäften zu. Der Käufer trug die Preisgefahr. Die Aufklärer Hugo Grotius und Christian Wolff fanden Wege, wie die Preisgefahr harmonisiert werden konnte und hoben das „Übereignungsgeschäft“ aus der „Taufe.“
Ein erster Beleg für den Gebrauch der deutschen zusammengesetzten Bezeichnung Kaufvertrag im Sinne von Schuldvertrag, bei dem Ware gegen Geld zu übergeben ist, lässt sich auf das Jahr 1574 zurückverfolgen. Die aus Mai 1627 datierende Böhmische Landesordnung definierte wie folgt: „Durch Kauffsvertrag und Contract werden allerley Herrschaften/Gütter und andere Gerechtigkeiten hingelassen“. Das Allgemeine Preußische Landrecht (PrALR) vom Juni 1794 entschied sich in den Bestimmungen über die „Kaufs- und Verkaufsgeschäfte“ (I 11, §§ 1 ff. APL) ebenfalls für die Bezeichnung Kaufvertrag, wie etwa in den §§ 232, 249, 271 APL. § 219 APL enthielt auch noch den Begriff „Kaufcontract“. 
Die Vorschriften des Badischen Landrechts vom Januar 1810 über die verkäuflichen Sachen (Sätze 1598 ff.) erwähnten weder den Kaufvertrag noch den Kaufcontract; Satz 484 enthält den Begriff Kaufverträge. Ein Handelslexikon aus dem Jahre 1857 grenzte Tausch und Kauf klar voneinander ab: „Kaufvertrag ist diejenige Übereinkunft zwischen zwei Personen oder Parteien, durch welche die eine (der Verkäufer) sich verbindlich macht, der andern (dem Käufer) irgend eine Sache, sie möge körperlich oder unkörperlich sein, schon existieren oder nicht, gegen Bezahlung eines in Gelde festgesetzten Preises zu überlassen. Der letzte Punkt unterscheidet den Kauf von dem Tausche, bei welchem die Gegenleistung ebenfalls in einer Sache besteht“.

## Internationale Regelungen
In Österreich folgt die Legaldefinition des § 1053 ABGB vom Januar 1812 der Konzeption des entwickelten römischen Rechts, wonach durch den Kaufvertrag eine Sache für eine bestimmte Summe Geldes einem Andern überlassen wird. Die Erwerbung erfolgt nach dem Gesetz aber nicht bereits durch den Vertrag (den Rechtstitel für die Übertragung), sondern erst durch die Übergabe des Kaufgegenstandes (den Modus, die Art und Weise der Erfüllung des Vertrages). Wenn verhindert werden soll, dass aus irgendwelchen Gründen über eine Sache mehrere Rechtstitel für eine Eigentumsübertragung existieren (z. B. Kaufvertrag, Schenkung usw.), dann der Schnellste die Sache erhält oder der bezahlte Kaufpreis verloren geht, müssen Sicherheitsmaßnahmen getroffen werden, z. B. die Rangvormerkung im Grundbuch bei Grundstücken, die Gestaltung der Kaufpreiszahlung über einen Treuhänder oder sofortige Übergabe bei kleineren Sachen.
Das Schweizer Obligationenrecht (OR) vom Januar 1883 verpflichtet Käufer und Verkäufer im Regelfall dazu, ihre Leistungen gleichzeitig – Zug um Zug – zu erfüllen (Art. 184 OR). 
In den Niederlanden besteht ein Kaufvertrag (niederländisch koopovereenkomst) nicht, solange der Kaufpreis nicht festgelegt ist (Art. 1494 NBW). 
In Frankreich ist das Eigentum durch den Käufer erworben, wenn sich die Parteien über die Kaufsache und den Preis (französisch prix) geeinigt haben (Art. 1583 CC). Dabei muss der Verkaufspreis (französisch prix de la vente) von den Parteien festgelegt und bestimmt werden (Art. 1591 CC). 
Das römische Kaufvertragsrecht findet sich auch wieder in Spanien (spanisch contrato de compraventa; Art. 1445 Código Civil) oder Portugal (portugiesisch contrato de compra e venda; Art. 1544 Código Civil). 
Dem Common Law zufolge obliegt beim Kaufvertrag (englisch contract of sale) dem Verkäufer als wesentliche Rechtspflicht die Übereignung des verkauften Gegenstands, für die er als Gegenleistung vom Käufer den Kaufpreis erhält. Der Sale of Goods Act (SGA) von 1979 spricht dann von der sofortigen entgeltlichen Eigentumsübertragung (englisch sale of goods; Sec. 2 (1), 2 (4) SGA); folgt die Übereignung später oder ist sie bedingt, liegt eine Verkaufsvereinbarung (englisch agreement to sell) zugrunde (Sec. 5 SGA). 
Zum internationalen Warenkauf siehe UN-Kaufrecht. International ist der Kaufvertrag, wenn die Parteien ihre Niederlassung (englisch place of business) in verschiedenen Staaten haben (Art. 1 Abs. 1 CISG).